# Lucas Lebraud
Pas d'image ? Cliquez ici

a Compétitions nationales et continentales officielles uniquement.

Dernière mise à jour le 13 avril 2022.
Lucas Lebraud, né le 8 avril 1997, est un joueur français de rugby à XV évoluant au poste de centre.

## Biographie
Formé à Trélissac, Lucas Lebraud rejoint le centre de formation de l'Union Bordeaux Bègles et devient capitaine de l'équipe Espoirs. Il dispute son premier match en Top 14 contre La Rochelle en septembre 2018. En mai 2019, il signe son premier contrat professionnel avec le Biarritz olympique. Après avoir participé à la remontée du BO en Top 14, il s'engage au RC Narbonne, tout juste promu en Pro D2 en 2021.
Après deux saisons passées dans l'Aude, Lucas Lebraud quitte le RC Narbonne à l'issue de la saison 2022-2023. Il rejoint alors le club du RCB Arcachon en Nationale 2.